# HTC TyTN
HTC TyTN (znany również jako: HTC P4500, HTC Z, Cingular (AT&T) 8525, Dopod 838 Pro, Dopod CHT9000, Qtek 9600, i-mate JASJAM, O2 Xda Trion, Orange SPV M3100, SFR v1605, SoftBank X01HT, Swisscom XPA v1605, T-Mobile MDA Vario II, Vodafone Personal Assistant Compact III) – palmtop z modułem telefonii komórkowej pracującym w technologii GSM oraz 3.5G. Pracuje pod kontrolą systemu Windows Mobile 5.0.
Jest wyposażony w dotykowy ekran TFT o przekątnej 2,8" oraz wysuwaną klawiaturę QWERTY o 41 klawiszach. 
Kodowa nazwa tego urządzenia to HTC Hermes.

## Wersje
Koncern HTC produkuje urządzenia mobilne przeznaczone do sprzedaży pod marką HTC oraz na potrzeby innych producentów. Również dostawcy usług telekomunikacyjnych sprzedają je pod własną marką. W Polsce sieć Era (tak jak wszystkie sieci należące do Deutsche Telekom) rozprowadza produkty HTC pod marką MDA, zaś Orange jako SPV. HTC TyTN jest odpowiednio sprzedawany jako MDA Vario II oraz SPV M3100.
Ponadto HTC TyTN występuje w trzech odmianach: HERM100, HERM200 oraz HERM300. Wersje te różnią się wyglądem i położeniem przycisków. Wersja HERM300 została zbudowana na wyłączność Deutsche Telekom dla sieci T-Mobile (MDA Vario II)

## Dane techniczne
| Parametr                       | Wartość                         |
| ------------------------------ | ------------------------------- |
| Procesor                       | Samsung SC32442A 400 MHz        |
| Pamięć RAM                     | 64 MB                           |
| Pamięć ROM                     | 128 MB                          |
| Komunikacja                    | Bluetooth 2.0, IrDA, WiFi (b/g) |
| Magistrala danych              | 32 bity                         |
| Rozmiar pamięci przechowywania | 39,48 MB                        |
| Rozdzielczość wyświetlacza     | 240 x 320                       |
| Kolorów                        | 65536                           |
| Pamięć zewnętrzna              | MicroSD                         |